# 女奮
女奮（めふん) 是雄性鮭魚的中骨(即脊椎骨)上面的血腸(魚腎臟)製作而成的鹽辛，其名稱的源由來自愛奴族語的「メフル」一詞 ，即"腎臟"之意，漢字則是以假借字「女奮」的形式出現。
是屬於北海道的地方菜色，在料理店當中也被視為山珍海味，在超市或者土產店當中，也有以一罐大約100克的罐頭等形式販售，此外，繁殖期逆流而上的鮭魚，其腎臟則是被認為最上等的原材料
顏色黑色，口感綿密，雖然主要是被當作下酒菜而備受珍重，但是富含大量可以從精神壓力中快速恢復的維他命B12與鐵質，因此做為健康食品也備受矚目